# Dípters
Els dípters (Diptera, compost a partir del grec di, 'dues' i pteron, 'ala'; 'dues ales') són un ordre d'insectes de la subclasse Pterygota. Com el seu nom indica, posseeixen un sol parell d'ales que corresponen a les ales anteriors (mesotoràciques), mentre que les ales posteriors (metatoràciques) estan reduïdes i formen els halteris. La mosca és un típic dípter i és un dels animals amb major distribució; també s'inclouen dins aquest ordre els mosquits i els tàvecs.
La presència d'un sol parell d'ales distingeix els dípters d'altres insectes alats. Secundàriament alguns han perdut les ales, especialment la superfamília Hippoboscoidea, o les espècies que són inquilines en colònies d'insectes socials.
És un ordre extens i amb gran radiació evolutiva; segons les darreres estimacions conté quasi 160.000 espècies. tot i que es creu que queden moltes per descriure i el nombre total estaria al voltant de les 250.000.
Els dípters són un dels principals ordres d'insectes tant en termes d'importància mèdica com econòmica. Els dípters, en particular els mosquits (Culicidae), són de gran importància com a vectors de malalties, com la malària, el dengue, el virus del Nil occidental, la febre groga i altres malalties infeccioses.

## Anatomia

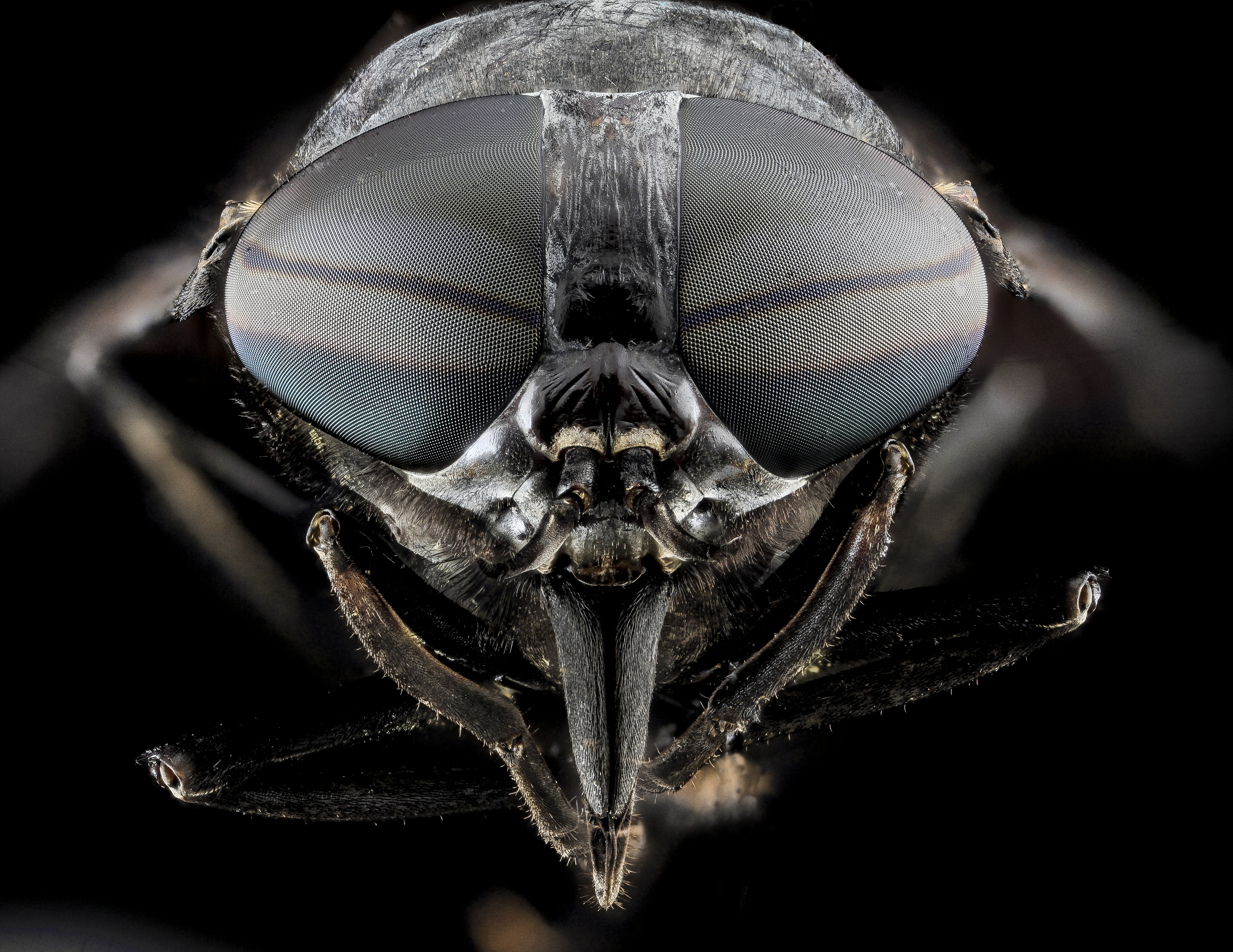
Cap de Tabanus atratus amb els seus grans ulls compostos i fortes peces bucals perforadores.

Anatomia d'una mosca. I: Cap; II: Tòrax; III: Abdomen. — 1: Prescutum; 2: espiracle anterior; 3: Scutum; 4: Basicosta; 5: caliptra; 6: Scutellum; 7: Vena alar; 8: Ala; 9: Segment abdominal; 10: Halteri; 11: Espiracle posterior; 12: Fèmur; 13: Tíbia; 14: Esperó; 15: tars; 16: Propleura; 17: Prosternum; 18: Mesopleura; 19: Mesosternum; 20: Metapleura; 21: Metasternum; 22: Ull compost; 23: aresta; 24: Antena; 25: palps maxil·lars; 26: Llavi; 27: Label·le; 28: Pseudotràquees.

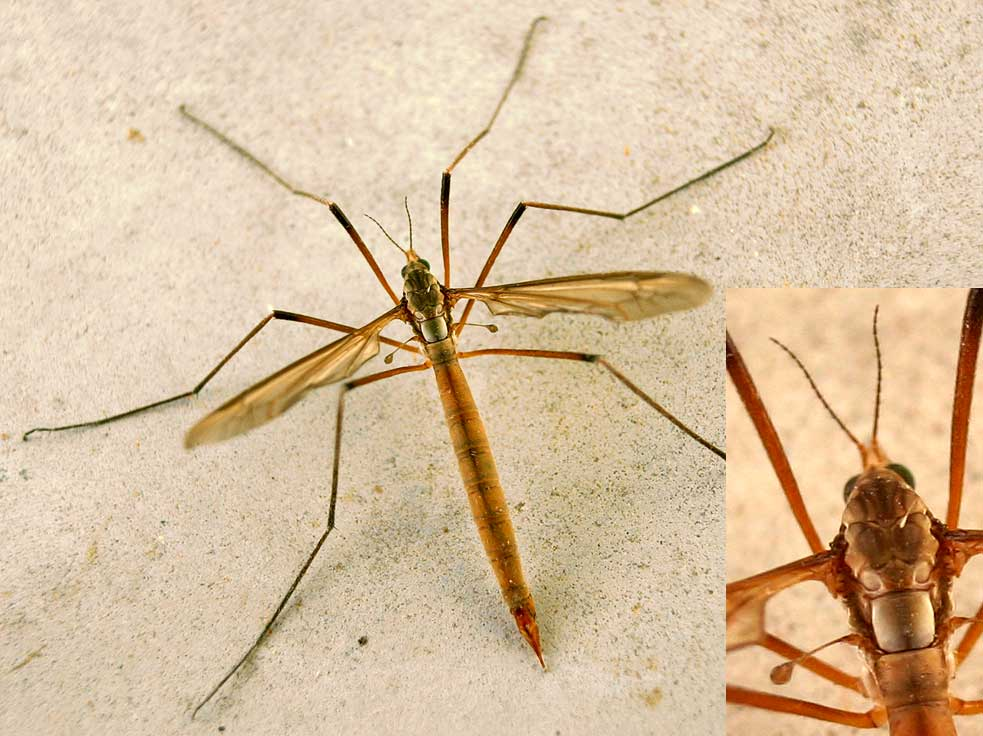
Tipula paludosa un dípter de la família dels tipúlids. Un dels caràcters més cridaners dels dípters és la transformació del parell d'ales posterior, en balancins o halteris que funcionen com giroscopis, usats per a controlar la direcció i velocitat durant el vol.

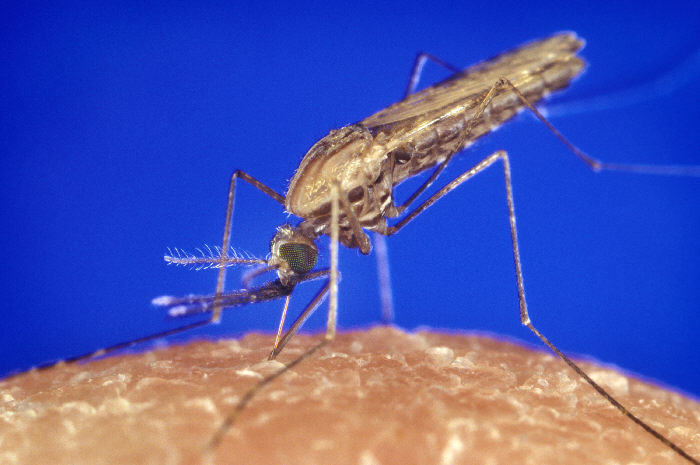
Anopheles gambiae.

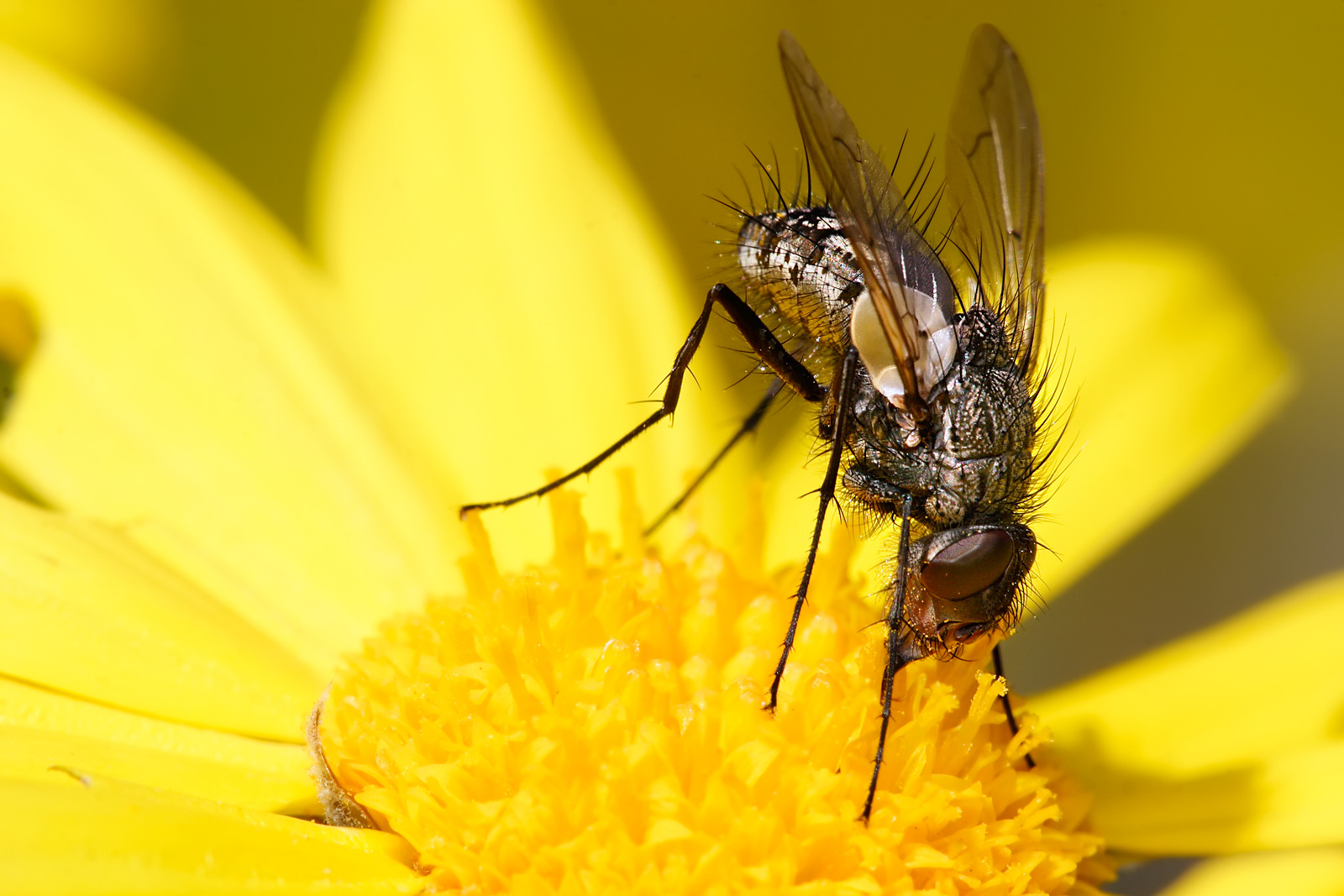
Un taquínid.

Els dípters estan ben adaptats als moviments aeris. Tenen cossos aerodinàmics. El primer tagma del cos, el cap, té els ulls, les antenes i les peces bucals. El segon tagma, el tòrax, porta un parell de potes en cada segment. Les ales i els músculs del vol estan en el segon segment (mesotòrax), que és de grans dimensions; els segments primer i tercer estan reduïts a simples anells; el tercer segment porta els halteris, que corresponen al segon parell de ales reduït, i que ajuden a mantenir l'equilibri durant el vol. El tercer tagma o abdomen té 11 segments, alguns dels quals estan fusionats. Els últims tres segments estan modificats per a la reproducció.

### Cap
Els dípters tenen el cap mòbil amb dos grans ulls compostos a cada costat i, en la majoria de les espècies, tres ocels petits al vèrtex. Els ulls compostos poden estar molt junts o separats. En els mascles de moltes espècies es toquen, mentre que els ulls de les femelles són més petites i romanen separats. De vegades, els ulls tenen una regió dorsal i una ventral que potser els ajudin quan formen eixams. Les antenes estan ben desenvolupades en Nematocera; poden ser filamentoses, plomoses o pectinades (forma de pinta). En Brachycera són de mida reduïda, amb vuit o menys segments. Les peces bucals estan adaptades per perforar o xuclar, com en els mosquits i moltes mosques o per llepar o libar com en altres grups.
Els tàvecs femelles són hematòfagues i tenen mandíbules i maxil·les com ganivets que produeixen una incisió amb forma de creu a la pell de l'hoste. Després procedeixen a llepar la sang que flueix. L'aparell digestiu inclou un gran diverticle que els permet acumular una bona quantitat de líquid després de cada àpat.
Igual que altres insectes, els dípters tenen quimioreceptors que detecten olors i sabors i mecanoreceptors que responen al tacte. El tercer segment de les antenes i els palps maxil·lars tenen la majoria dels receptors olfactoris, mentre que els receptors de sabors són al llavi, la faringe, les potes, les vores de les ales i la genitàlia femenina.  Els receptors de les potes els permeten identificar substàncies alimentàries en caminar sobre elles. Els receptors genitals de les femelles els informen sobre el valor del substrat per a la posta d'ous. 
Els dípters que s'alimenten de sang tenen sensilia per reconèixer les emissions infraroges i les fan servir per ubicar als seus hostes. Molts xucladors de sang poden detectar la concentració elevada de diòxid de carboni que passa prop d'animals. Algunes mosques taquínidas (Ormiinae) que són parasitoides de llagosta longicornios tenen receptors acústics que els permeten localitzar als seus hostes pel cant.

### Tòrax
Els dípters tenen un parell d'ales anteriors en el segon segment toràcic (mesotòrax) i un parell de halteris (ales posteriors reduïdes) en el tercer segment toràcic (metatòrax), que serveixen com a balancins per equilibrar el vol. Una altra adaptació al vol és la reducció en el nombre de ganglis neurals i la concentració de teixit nerviós al tòrax. Aquest tret està més pronunciat en el infraorden Muscomorpha. Algunes espècies són excepcionals perquè han perdut la capacitat de volar. L'únic altre ordre amb un sol parell d'ales és Strepsiptera. A diferència dels dípters, els Strepsiptera tenen les ales posteriors ben desenvolupades i les anteriors s'han convertit en halteris. 
Les potes tenen l'estructura típica de les potes dels artròpodes, amb coxa, trocànter, fèmur, tíbia i tars. En la majoria dels casos el tars està compost de cinc segments o tarsòmers.  Al final del tars hi ha urpes o ungles i coixinets que proporcionen adhesió al substrat. 

### Abdomen
L'abdomen mostra força variabilitat entre els membres d'aquest ordre. En els grups primitius està format per 11 segments, però alguns grups derivats només en tenen deu. Els dos segments finals estan fusionats.  Els dos o tres segments finals estan adaptats a la reproducció. Cada segment està format d'una placa o esclerita dorsal i una ventral, connectades entre si per una membrana elàstica. En les femelles de certs grups les esclerites estan modificats per formar el ovipositor que pot ser llarg i flexible. 

## Ecologia
Els dípters són un ordre molt diversificat amb un enorme rang de nínxols. Cada tipus de patró de nivell tròfic es pot trobar als dípters. Dins dels dípters depredadors trobem els Asilidae.
El cicle biològic bàsic inclou l'ou, larva o imagos, pupa i adult (estadi alat), anomenat holometabolisme. Sovint hi ha una diferència en les fonts alimentàries de les larves envers els adults de la mateixa espècie. Per exemple, les larves de mosquits viuen surant a l'aigua i s'alimenten de detritus, mentre que els adults s'alimenten de nèctar i les femelles són hematòfagues com a font de proteïna per a la producció d'ous. Diversos imagos causen danys a la producció agrícola.
Les mosques tenen tendència a agrupar-se, i en localitats rurals fredes es refugien a l'interior de les cases (només viuen a l'interior de les cases on poden fer malbé les reserves d'aliments). En cas de tenir a prop animals de granja el nombre de mosques augmenta.
Hi ha gran varietat de dípters herbívors, com les mosques de la fruita d'importància ecològica (Tephritidae). Les mosques són sovint paràsits, incloent-hi els paràsits interns com Oestridae i paràsits externs com ara els mosquits, la mosca negra, els flebòtoms o Hippoboscidae.
Algunes mosques són importants pol·linitzadors per diverses espècies de plantes (diverses plantes generen olors específics que atrauen diferencialment les mosques, com ara Stapelia, Rafflesia, i Aristolochia), i diverses mosques s'alimenten de pol·len i nèctar de plantes comunes i eventualment, poden realitzar de pol·linitzadores. Relacions similars ocorren entre diversos fongs i mosques, que dispersen les espores. Usant aquesta característica, la biotecnologia s'aplica en agricultura en alguns països (com ara el Japó, per a servir de pol·linitzadors dels gira-sols als hivernacles), especialment els imagos de diverses espècies de sírfids.

## Evolució
Els dípters es troben entre els insectes d'aparició més recent, i es creu que deriven dels mecòpters o són un grup amb estreta relació amb ells. Els primers dípters veritables apareixen durant el Triàsic mitjà, i s'estenen durant el Triàsic mitjà i tardà.
L'origen recent més probable de la mosca domèstica és l'Àfrica, des d'on es va estendre a Europa i Àsia segurament després de la darrera glaciació. Al continent americà va ser introduïda involuntàriament pels colonitzadors.

## Taxonomia
Els dípters són insectes endopterigots amb metamorfosi completa. Pertanyen a Mecopterida, junt amb Mecoptera, Siphonaptera, Lepidoptera i Trichoptera. La seva característica principal és que tenen un sol parell d'ales.
De manera tradicional s'accepta l'existència de dos subordres de dípters, els nematòcers i els braquícers. Els nematòcers són un grup manifestament parafilètic. i que tard o d'hora serà abandonat, però que encara avui s'utilitza, ja que resulta útil per reunir aquells dípters que no són braquícers.
- Subordre Nematocera* (77 famílies, 35 de les quals extintes). Els nematòcers es reconeixen per tenir el cos allargat i per les antenes llargues i sovint plomoses. El pronot és distingible del mesonot. Les larves tenen el cap desenvolupat (són sovint eucefàliques o hemicefàliques) i amb freqüència són aquàtiques. La seva classificació, segons Pape et al.[18] es basa en una sèrie d'indraordres, entre els quals destaquen:
  - Infraordre Tipulomorpha. Inclou les típules i formes afins, uns grans mosquits no picadors.
  - Infraordre Psychodomorpha. Inclou els flebòtoms, petits mosquits que transmeten malalties infeccioses com la leishmaniosi.
  - Infraordre Culicomorpha. Inclou els mosquits en sentit estricte (Culex, Aedes, Anopheles) vectors de nombroses malalties com el dengue, la febre groga o la malària.
  - Infraordre Bibionomorpha. Inclou els bibiònids, que poden ser plagues per a l'agricultura i els cecidòmids, que provoquen cecidis a les plantes.

- Subordre Brachycera (141 famílies, 8 de les quals extintes). Els braquícers tendeixen a tenir un cos més arrodonit i les antenes molt curtes. La pupa és a dins un pupari, format a partir de la darrera pell de la larva. Els braquícers generalment són mosques robustes amb larves amb parts bucals reduïdes. La seva taxonomia es intrincada; alguns autors la basen un una sèrie d'infraordres,[19] anàlogament al nematòcers; d'altres la basen en una sèries de famílies agrupades en dos seccions, Orthorrhapha i Cyclorrhapha (Pape et al.):[18]
  - Clade Orthorrhapha. Inclou famílies com els Bombyliidae, Asilidae, Stratiomyidae i Tabanidae, entre moltes d'altres.
  - Clade Cyclorrhapha
    - Infraordre Aschiza*. Inclou Phoridae i Syrphidae.
    - Infraordre Schizophora
      - Parvordre Acalyptratae*. És un grup parafilètic que es caracteritza per l'absència de caliptra (una extensió de l'ala que s'estén sobre els halteris). Inclou 70 famílies entre les quals destaquen els Drosophilidae.
      - Parvordre Calyptratae. Posseeixen una extensió de l'ala que cobreix els halteris, la caliptra. Glossinidae, Hippoboscidae, Muscidae, Calliphoridae, Oestridae, Sarcophagidae i Tachinidae, entre d'altres.

## Salut pública
La miasi és una malaltia en què l'etiologia és deguda a mosques que infesten teixits vius, com ara Cochliomyia hominivorax. Diverses mosques mengen matèria orgànica en descomposició (detritívors), d'origen vegetal o animal. (Aquesta és especialment habitual en l'estadi larvari de mosquits i simúlids i en les mosques cal·lifores.) Un bon nombre de tàxons s'alimenten de sang, incloent Oestridae i els mosquits. Es considera que poden transmetre molts agents patògens, entre ells els tifus, còlera, salmonel·la, disenteria, tuberculosi, carboncle, oftàlmia i cucs paràsits. L'activitat patògena és més gran en societats pobres.

## Control de poblacions de dípters
El millor sistema de control recau en l'adequada gestió de residus, com ara cadàvers i matèria orgànica en descomposició, per tal d'interrompre el cicle vital de les mosques en el seu desenvolupament larvari. En el cas dels mosquits s'han de controlar les masses d'aigua dolça, on les seves larves es desenvolupen.
Algunes poblacions de mosques s'han tornat resistents a determinats insecticides. També es fan servir trampes adhesives o elèctriques i d'ultrasons. El sistema tradicional d'introduir un clau d'espècie dins mitja llimona actua com a repel·lent efectiu.

## Utilitats
Alguns tipus de larves que es troben als cadàvers poden tenir un gran ús en medicina legal i forense. Segons el seu estadi de desenvolupament, aquestes larves es poden usar per a donar indicacions del temps transcorregut des de la mort, així com el lloc on l'organisme ha mort. La mida de la larva de la mosca domèstica és de 10–20 mm (⅜–¾ in.). Al pic de l'estiu, es pot finalitzar una generació de mosques (d'ou a adult) en 12-14 dies.
Altres tipus de larves es crien comercialment, com a esquers populars per la pesca, i aliment per a mascotes carnívores com ara rèptils i ocells.
Les larves s'han usat en medicina (teràpia larvària) per a netejar les ferides necròtiques
i en producció d'aliments, particularment de formatges (casu marzu).

### Algunes mosques freqüents
- Mosca domèstica petita (Fannia canicularis)
- Mosca vironera o seballonera (Calliphora erytrocephala)
- Mosca dels estables (Stomoxys calcitrans)
- Mosca del vinagre (Drosophila melanogaster)
- Mosca de la carn (Sarcophaga carnaria)

## La mosca a la cultura
Les mosques han estat utilitzades en mitologia i literatura per a representar agents de mort i decadència, com la quarta plaga d'Egipte, i se les representa com a molèsties des de l'edat mitjana. A la mitologia grega, Myiagros era un deu que allunyava les mosques durant els sacrificis a Zeus. Atena i el mateix Zeus enviaren una mosca perquè mossegués al Pegàs causant la caiguda a la Terra de Bel·lerofont, quan intentava arribar al Mont Olimp).
Tot i això, en algunes cultures no té connotacions negatives, com per exemple en la religió del poble Navajo, on la Gran Mosca és un esperit important, i en el satanisme Belzebú, on sovint és representada com un monstre amb forma de mosca gegant. Àdhuc la mosca també participa en les llegendes cristianes com el mediador contra els invasors francesos que sortiren de la tomba de Sant Narcís, durant el Setge de Girona (1285).
No és sorprenent trobar referències a la mosca a l'art i l'entreteniment, que s'utilitzen per a introduir elements d'horror. El poema d'Emily Dickinson I Heard a Fly Buzz When I Died també fa referència a les mosques en el context de la mort. Un altre exemple d'això és la primera pel·lícula de La mosca (amb la seva seqüela de 1986, en la que un científic intercanvia accidentalment parts del seu cos amb els d'una mosca). Exemples són les trompe l'oeil, pintures del segle xv, com el Retrat d'un Cartoixà de Petrus Christus, representant una mosca asseguda en un on a fake frame ,
el 2001 art project de Garnet Hertz en què un servidor web s'implantà dins d'una mosca morta, i diverses obres musicals com ara l'àlbum de Yoko Ono Fly, el tema d'U2 The Fly i el tema homònim de Dave Matthews.
L'habilitat de les mosques d'adherir-se a qualsevol tipus de superfície ha inspirat la figura de l'home mosca, persones que escalen edificis.